# 1397년

## 연호
- 명(明) 홍무(洪武) 30년
- 일본(日本) 오에이(応永) 4년
- 쩐 왕조(陳朝) 꽝타이(光泰) 10년

## 기년
- 명(明) 태조 홍무제(太祖 洪武帝) 30년
- 조선(朝鮮) 태조(太祖) 6년
- 쩐 왕조(陳朝) 순종(順宗) 10년

## 사건
- 6월 16일 - 조선, 각도의 병마도절제사(兵馬都節制使)를 없애고 각 진(鎭)에 첨절제사(僉節制使)를 설치함(음력 5월 21일) 동래군에 진(부산진, 釜山鎭)이 설치되었다.
- 덴마크, 스웨덴, 노르웨이 3국의 칼마르 동맹 성립
- 표전문 사건이 일어남

## 탄생
- 2월 4일 - 조선의 문신, 성리학자, 한글학자 정인지. (~1478년)
- 5월 15일 - 조선의 제4대 국왕 세종(世宗). (~1450년)

### 미상
- 조선의 송만달(宋萬達)·이호성(李好誠)·황치신(黃致身)

## 사망
- 3월 23일 - 조선의 귀의군(歸義君) 왕우(王瑀).
- 10월 8일 - 조선의 참찬문하부사(參贊門下府事) 나세(羅世). (1320년~)

### 미상
- 조선의 창성부원군(昌城府院君) 성여완(成汝完). (1309년~)
- 조선 전기의 무신 이호성. (~1467년)
- 조선의 경기좌도수군절제사(京畿左道水軍節制使) 이희충(李希忠)